# Jean-Efflam Bavouzet
Jean-Efflam Bavouzet (Lannion, 17 de octubre de 1962) es un pianista francés. Toca frecuentemente bajo la dirección de Valeri Guérguiev, Neeme Järvi, Ingo Metzmacher, Andrew Davis, Andris Nelsons y Krysztof Urbánski.

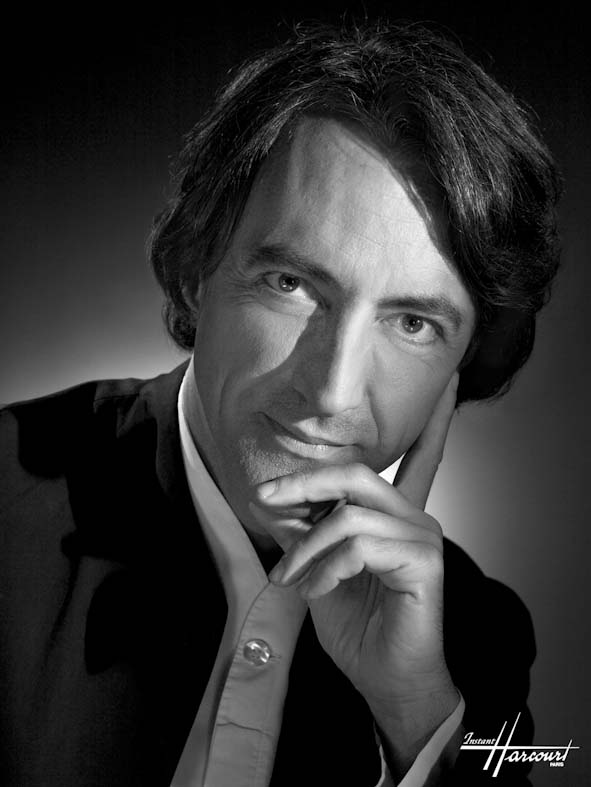
BAVOUZET Jean Efflam-24x30-2008

## Biografía
Jean-Efflam nació en Lannion en 1962. El origen de su nombre viene del santo bretón Efflamm. Pasa toda su niñez en Metz, donde estudia en el conservatorio.
Antiguo alumno de Pierre Sancan en el Conservatorio de París, fue invitado por Georg Solti para hacer su debut con la Orquesta de París en 1995. Está considerado como el último descubrimiento del maestro antes su muerte en 1997.

## Carrera
En recital, Jean-Efflam Bavouzet toca regularmente en lugares como Southbank Centre, Wigmore Hall, La Roque-de Anthéron, Piano au Jacobins, Concertgebouw y Muziekgebouw de Ámsterdam, Palacio de las Bellas Artes de Bruselas y Teatro de la Ciudad prohibida en Pekín, donde ha recibido el premio Classical Elites para su integral de las sonatas de Beethoven. Toca igualmente en la Ciudad de la música y en la Ópera nacional de París.
En 2010-2011, Jean-Efflam Bavouzet hace su debut con la Orquesta Filarmónica de Nueva York, efectúa una gira en Estados Unidos con Daniele Gatti y la Orquesta Nacional de Francia y toca en la BBC Proms con Vladímir Yúrovski y la Orquesta Filarmónica de Londres. En 2011-2012 Bavouzet tocó nuevamente con la Orquesta Sinfónica de Boston, la Orquesta Sinfónica Alemana de Berlín, la Orquesta Philharmonia (Vladímir Áshkenazi), Orquesta del Festival de Budapest (Iván Fischer), la Orquesta Nacional de Lyon (Leonard Slatkin), la Orquesta Sinfónica de la Radio Finlandesa y la Orquesta Sinfónica de Dallas. Vuelve igualmente en Japón con la Orquesta Sinfónica de la NHK y la Orquesta Sinfónica de Kioto.
Ha realizado una transcripción para dos pianos de Juegos de Debussy, publicada en Durand con una introducción de Pierre Boulez. Ha logrado el primer premio del Internacional Beethoven Competición en Colonia y también el Young Artist Auditions en Nueva York en 1986.
Bavouzet es director artístico del festival para piano de Lofoten en Noruega. Graba en exclusividad para Chandos Records.
Ha explorado un vasto repertorio: de Haydn, Beethoven, Bartók y Prokófiev, a los compositores contemporáneos Bruno Mantovani y Jörg Widmann. Después de haber interpretado el Concierto para piano n.° 1 de Bartók con la Orquesta Nacional de Francia bajo la dirección de Daniele Gatti, así como la Sinfonía Turangalila de Messiaen con Marc Albrecht y la Orquesta Sinfónica de Estrasburgo. Ha tocado con la Orquesta Nacional de Lille, la Orquesta Sinfónica de Stavanger bajo la batuta de Steven Sloane, así como con la Orquesta Nacional de Taiwán. En marzo de 2009, ha ejecutado los cinco conciertos de Prokófiev con la Orquesta Filarmónica Nacional de Varsovia con Antoni Wit. Ha grabado la integral para piano solo de Debussy en Chandos.
Bavouzet es un habitual del Wigmore Hall de Londres. Ha presentado una integral de las sonatas de Beethoven en el Teatro de la Ciudad prohibida de Pekín. Bavouzet ha tocado igualmente con la Orquesta de Cleveland y Vladímir Ashkenazi, con la Orquesta Sinfónica de Londres y Valeri Guérguiyev, la Orquesta Filarmónica de Radio Francia y la Orquesta Filarmónica de Bergen. En noviembre de 2011 interpretó con la Orquesta de la Ópera de Toulon, el Concierto para piano en sol mayor de Ravel, bajo la dirección de Giuliano Carella.
El gran Premio Antoine Livio de la Prensa musical internacional le ha sido concedido en 2011.
Recientemente ha actuado en Barcelona con la OBC los días 4,5 y 6 de marzo de 2016, obteniendo un gran éxito con su interpretación del Concierto para piano en sol mayor de Ravel.

## Discografía y premios
| Salida | Compositor               | Título del álbum                                                          | Referencia           | Premios |
| ------ | ------------------------ | ------------------------------------------------------------------------- | -------------------- | --- |
| 2012   | Beethoven                | Sonatas Vol. 1                                                            | Chandos CHAN10720(3) | John's CD of the week Classic FM April, 11th 2012 |
| 2012   | Manuel de Falla          | Noches en los jardines de España                                          | Chandos CHAN2010694  | CD of the Month BBC Music Revista March 2012, CD of the Week THE TIMES February, 5th 2012 |
| 2011   | Haydn                    | Piano Sonatas Vol.3                                                       | Chandos CHAN10689    | Best Instrumental of the Month - BBC Music Revista, Editor's Choice - Classic FM Revista, Critic's Choice - Gramophone |
| 2011   | Haydn                    | Piano Sonatas Vol.2                                                       | Chandos CHAN668      | Supersonic - Pizzicato |
| 2011   | Pierné                   | Concierto                                                                 | Chandos CHAN10633    | Editor's Choice - Gramophone |
| 2010   | Bartòk                   | Conciertos                                                                | Chandos CHAN10610    | Orchestral recording of the month and Shortlist BBC Music Revista Awards 2010, Editor's choice and Shortlist Gramophone Awards 2010, Álbum of the week - The Independent, Internacional Piano 'Choice', Pianist's Choice - Pianist |
| 2010   | Ravel; Debussy; Massenet | Conciertos de Ravel ; Fantasía de Debussy ; Piezas para Piano de Massenet | Chandos CHSA5084     | Gramophone Awards 2011 - Category Concerto, BBC Awards 2012 - Category Orchestral, Diapasón de Oro - Diapasón, HIFI Year Book 2011                                                                                                 |
| 2010   | Haydn                    | Piano Sonatas Vol. 1                                                      | Chandos CHAN10586    | CHOC del Año 2010 - CLASSICA, CD of the Week - Sunday Times, CD of the Week - The Independant, Internacional Piano 'Choice' |
| 2009   | Debussy                  | Complete Piano Works Vol.5                                                | Chandos CHAN10545    | Best Instrumental Recording - ICMA Award 2010, Editor's Choice - Gramophone, Shortlist Awards 2010 - Gramophone, Editor's Choice - Classic FM Revista, Supersonic - Pizzicato                                                      |
| 2008   | Debussy                  | Complete Piano Works Vol.4                                                | Chandos CHAN10497    | Best Instrumental Recording - Gramophone Award 2009, Editor's Choice - Gramophone, Best Instrumental Recording of Standard Repertoire - Internacional Piano Revista                                                                |
| 2008   | Debussy                  | Complete Piano Works Vol.3                                                | Chandos CHAN10467    | Best Instrumental Recording - BBC Music Revista Award 2009, CHOC del Año 2008 - Le Monde de la Música, 10 BEST CD of 2008 - Classicstoday.com                                                                                      |
| 2007   | Debussy                  | Complete Piano Works Vol.2                                                | Chandos CHAN10443    | Diapasón de Oro 2008 - Diapasón, Editor's Choice - Gramophone, seleccionado Awards 2009 - Gramophone, Instrumental CD of the Month - Classic FM Revista, seleccionado Awards MIDEM 2009                                            |
| 2007   | Debussy                  | Complete Piano Works Vol. 1                                               | Chandos CHAN10421    | CHOC - Le Monde de la Música, Pianist's Choice - Piano Revista, CD of the Week - Sunday Times |
| 2006   | Liszt                    | Recital                                                                   | MDG 604 1350-2       | |
| 2005   | Ravel                    | Complete Solo Works                                                       | MDG 604 1190-2       | CHOC - Le Monde de la Música, Diapasón de Oro - Diapasón |
| 1995   | Chopin                   | El corazón de Frédéric Chopin                                             | Triton               | |
| 1994   | Debussy                  | Doce estudios Pony Canyon                                                 | Triton               | |
| 1994   | Ohana                    | Doce estudios de Interpretación                                           | Harmonic Récords     | CHOC - Le Monde de la Música |
| 1993   | Stockhausen              | Refrain - Zyklus - Kontakte                                               | Accord - 202742      | |
| 1993   | Schumann                 | Opus 14, Opus 15, Opus 16                                                 |                      | |
| 1991   | Haydn                    | Sonatas y Fantasía                                                        |                      | CHOC - Le Monde de la Música |